# Buğra Gülsoy
Behiç Buğra Gülsoy (Ankara, 22 de febrero de 1982) es un actor turco.

## Biografía
Conoció el teatro a la edad de 13 años, mientras estudiaba en la secundaria. Realizó su educación escolar completa. En 2004 Gülsoy se graduó de la Eastern Mediterranean University con un título en Arquitectura. Durante sus años de estudio su vida comienza a cambiar con el nuevo entorno y un amigo lo anima a entrar a un grupo de teatro. Tras su graduación, entre los años 2004 y 2008, comienza a actuar en el Teatro Nacional de Chipre.
En 2007, estudió cine en un concurso organizado en el marco del Programa de las Naciones Unidas para el Desarrollo. También es guionista, productor, director, diseñador gráfico, escritor y fotógrafo. 
Es uno de los fundadores del Festival Internacional de Cortometrajes de Chipre, ocupando el cargo de diseñador de proyecto y el de director de la organización.

## Vida privada
El 22 de julio de 2011 se casó con la actriz Burcu Kara, sin embargo, en 2012 se informó de que la pareja comenzó el proceso de divorcio. Tuvo un segundo matrimonio con Nilüfer Gürbüz hija de un exfutbolista turco, después de aproximadamente 5 años de noviazgo, su matrimonio duro del año 2018 al 2023, donde se llevó a cabo su divorcio de mutuo acuerdo. Juntos tienen un hijo llamado Cem.

## Filmografía

### Televisión
| Año         | Título                | Personaje         |
| ----------- | --------------------- | ----------------- |
| 2008        | Hepimiz Birimiz İçin  | Nazım İntizamoğlu |
| 2009 - 2010 | Unutulmaz             | Tolga Altınsoy    |
| 2010 - 2011 | Fatmagül'ün Suçu Ne?  | Vural Namlı       |
| 2011 - 2013 | Kuzey Güney           | Güney Tekinoğlu   |
| 2013 - 2014 | Eski Hikaye           | Mete              |
| 2014        | Bana Artık Hicran De  | Sinan Erinç       |
| 2015 - 2016 | Aşk Yeniden           | Fatih Şekercizade |
| 2018        | 8. Gün                | Ozan Demir        |
| 2018 - 2019 | Kızım                 | Demir Göktürk     |
| 2019        | Azize                 | Kartal Alpan      |
| 2020 - 2021 | Uyanıs Büyük Selçuklu | Melıkşah          |
| 2021        | Misafir               | Erdem             |
| 2024 - 2025 | Bahar                 | Evren Yalkın      |

### Cine
| Año  | Título                 | Personaje | Nota(s)      |
| ---- | ---------------------- | --------- | ------------ |
| 2004 | Trio                   |           | Cortometraje |
| 2005 | Heterotopya            |           | Cortometraje |
| 2006 | İnsan Üçleme           |           | Cortometraje |
| 2007 | Alt Üst                |           | Cortometraje |
| 2007 | Nar Yarası             |           | Cortometraje |
| 2007 | Mutlu Son              |           | Cortometraje |
| 2009 | Güneşi Gördüm          | Berat     | Cortometraje |
| 2010 | Gölgeler ve Suretler   | Ahmet     | Protagonista |
| 2012 | Güzel Günler Göreceğiz | Cumali    | Protagonista |
| 2016 | Görümce                | Ahmet     | Protagonista |
| 2017 | Mahalle                | Ömer      | Protagonista |
| 2017 | Acı Tatlı Ekşi         | Murat     | Protagonista |
| 2018 | Cebimdeki Yabancı      | Kerem     | Protagonista |
| 2024 | Gecenin Nakarati       | Bora      | Protagonista |
| 2024 | Yaren Leylek           | Hakan     | Protagonista |

## Teatro
| Año           | Título                        | Cadena             | Papel     |
| ------------- | ----------------------------- | ------------------ | --------- |
| 2012-2013     | Pragma                        | Teatros de Turquía | Ted Bundy |
| 2012-2013     | Pragma                        | Teatros de Turquía | Hermano 1 |
| 2024-presente | Cırcır Böcekleri İtler ve Biz | Teatros de Turquía |           |

## Series Digitales
| Año  | Título                                       | Personaje | Plataforma | Notas       |
| ---- | -------------------------------------------- | --------- | ---------- | ----------- |
| 2022 | Dünyayla Benim Aramda / "Entre el mundo y yo | Tolga     | Disney+    | 8 episodios |

## Libros
| Año  | Título                                 | Escritor     |
| ---- | -------------------------------------- | ------------ |
| 2019 | "Birinci Kıyamet: Güneşin Battığı Yer" | Buğra Gülsoy |
| 2020 | "İkinci Kıyamet: Güneşin Doğduğu Yer"  | Buğra Gülsoy |
| 2024 | "Luna"                                 | Buğra Gülsoy |